# Kristine Karlson
Kristine Ann Karlson (Detroit, 16 de noviembre de 1963) es una deportista estadounidense que compitió en remo.
Ganó cuatro medallas en el Campeonato Mundial de Remo entre los años 1988 y 1990. Participó en los Juegos Olímpicos de Barcelona 1992, ocupando el quinto lugar en la prueba de cuatro scull.
Estudió Medicina en la Universidad de Connecticut.

## Palmarés internacional
| Campeonato Mundial | Campeonato Mundial   | Campeonato Mundial | Campeonato Mundial      |
| Año                | Lugar                | Medalla            | Prueba                  |
| ------------------ | -------------------- | ------------------ | ----------------------- |
| 1988               | Milán (Italia)       | Medalla de oro     | Scull individual ligero |
| 1989               | Bled (Yugoslavia)    | Medalla de oro     | Scull individual ligero |
| 1989               | Bled (Yugoslavia)    | Medalla de oro     | Doble scull ligero      |
| 1990               | Tasmania (Australia) | Medalla de bronce  | Doble scull             |